# Cynthia Olavarria
Cynthia Enid Olavarría Rivera (San Juan, 28 gennaio 1982) è una modella portoricana, incoronata Miss Porto Rico 2005.
In seguito ha rappresentato Porto Rico a Miss Universo 2005, concorso che si è tenuto il 31 maggio 2005 a Bangkok. In quell'occasione, Cynthia Olavarria si è classificata alla seconda posizione, dietro alla vincitrice, la canadese Natalie Glebova. In precedenza la modella portoricana aveva già partecipato a Miss Porto Rico nel 2003, ed in quell'occasione si era classificata soltanto alla seconda posizione. All'età di sedici anni si era inoltre piazzata al terzo posto al concorso Elite Model Look Puerto Rico.
Dopo l'esperienza nei concorsi di bellezza, Cynthia Olavarria ha intrapreso la carriera di conduttrice televisiva e di attrice. Nel 2007 ha condotto sul canale Univision il reality show  Nuestra Belleza Latina, Dal 2010 invece lavora come corrispondente per la trasmissione di informazione Acceso Maximo, in onda su Galavision. Ha inoltre condotto uno speciale su Miss Universo 2008, Dayana Mendoza. Il suo debutto come attrice è invece avvenuto nel 2005 con la miniserie Cuando el Universo Conspira. È inoltre comparsa in Mi adorada Malena (2007) e Alguien te mira (2010).